# Räckendorf
Räckendorf ist ein Ortsteil von Möckern im Landkreis Jerichower Land in Sachsen-Anhalt.

## Geografie
Das Dorf liegt vier Kilometer südlich von Theeßen im sehr waldreichen Landschaftsschutzgebiet (LSG) Möckern-Magdeburgerforth. Das 25.063 Hektar große LSG ist Teil des Naturraumes Burg-Ziesarer Vorfläming, welcher das westliche Ende des Flämings bildet. Das Gelände der Umgebung erreicht hier Höhen von um die 70 Meter und ist nur nach Südwesten hin etwas offener. Nur wenige hundert Meter westlich des Ortes fließt die Ihle, ein Nebenfluss der Elbe. Der kleine Silberbach entspringt nur wenige hundert Meter östlich im Wald, passiert den Ort südlich und mündet einen guten Kilometer westlich in ebendiese Ihle.

## Geschichte
Bereits im 17. Jahrhundert hatte Reckendorf zum Besitz der Edlen von Plotho gezählt. Im Jahre 1750 gehörte einem Christoph Friedrich v. Plotho der erste und einem Johann Joachim Friedrich v. Plotho der zweite Anteil. 1860 wurde über das Vorherige hinaus berichtet, dass der Ort aus Alt- und Neu-Reckendorf bestehe. Diese Unterscheidung im Namen ist im Vorhandensein der zwei adligen Rittersitze am Ort begründet. Zu den Gütern gehörte das Vorwerk Küsel, Holzung, eine Schäferei und einige Unterthanen mit Pächten in Steglitz.
1782 hatte der Ort insgesamt 51 Einwohner, den nahegelegenen Spühlkrug mitgerechnet. Dieses Gasthaus muss sich wohl einen guten Kilometer westlich vom Dorf am Übergang über die Ihle befunden haben, denn hier wird noch heute eine Brücke entsprechend benannt. In den zehn Jahren vor 1782 sind insgesamt 20 Geburten und 19 Todesfälle verzeichnet worden. Dies alles wurde 1785 berichtet und ebenso, dass der Ort im Ziesarschen Kreis vom Herzogtum Magdeburg liege und beide Rittergüter nach Grabow eingepfarrt seien.
Einem Herrn von Borg, der auch die Hälfte von Küsel besitze, gehöre das Rittergut Alt-Reckendorf. Das Rittergut Neu-Reckendorf einschließlich der hiesigen Schäferei war Eigentum eines Herrn von Arnim zu Nieplitz. In Summe gehörten zu den Gütern acht Feuerstellen, 1674 Morgen Acker und 160 Morgen Wiese sowie acht Morgen Gartenland und 480 Morgen Kiehnen und Birkenholzung, die aber fast vollständig abgeholzt waren. Ebenso hatte der Ort das Recht zur Mithüthung im Kähnertschen Holze, einem nordtwestlich gelegenen Waldgebiet.
Nach Büsching und Heineccius liegt nur wenig entfernt am Silberbach der Spühlkrug / Spulkrug sowie die Topfmühle / Pottmühle.
Am 30. September 1928 wurde der Gutsbezirk Räckendorf mit der Landgemeinde Theeßen vereinigt. Dadurch war das Dorf bis zur Eingemeindung am 19. Januar 2008 ein Ortsteil der Gemeinde Theeßen, heute ebenfalls ein Ortsteil der Stadt Möckern.

## Bauwerke

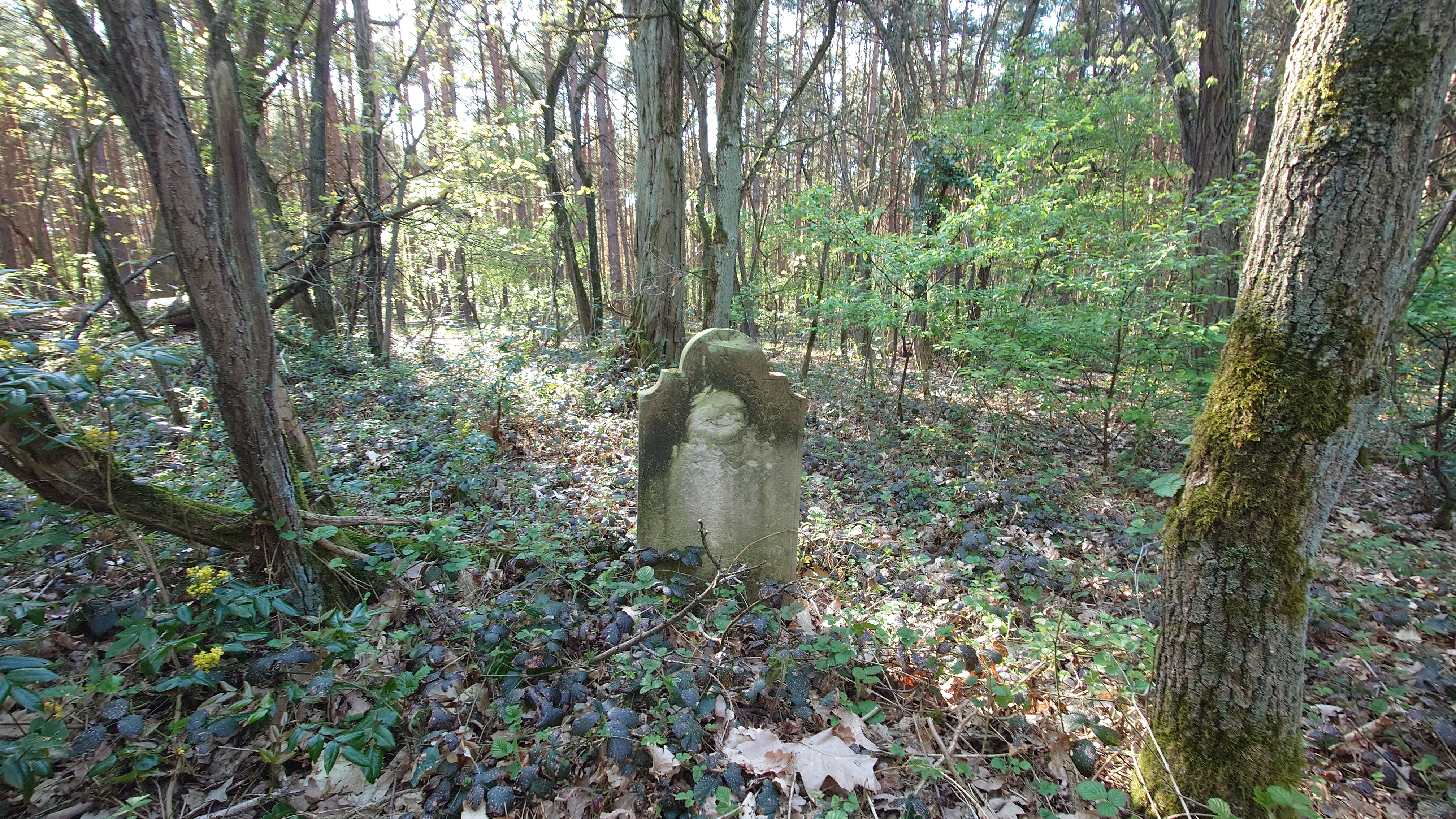
Waldfriedhof Räckendorf

Bei dem Haus mit der Adresse Lüttgenziatzer Weg 5 handelt es sich um einen ehemaligen Forsthof, welches unter Denkmalschutz steht.
Im Wald nördlich von Räckendorf befindet sich ein alter Friedhof.